# Rallye Schweden 2011
Die 59. Rallye Schweden (offiziell 59th Uddeholm Swedish Rally) war der erste Lauf zur FIA-Rallye-Weltmeisterschaft 2011.

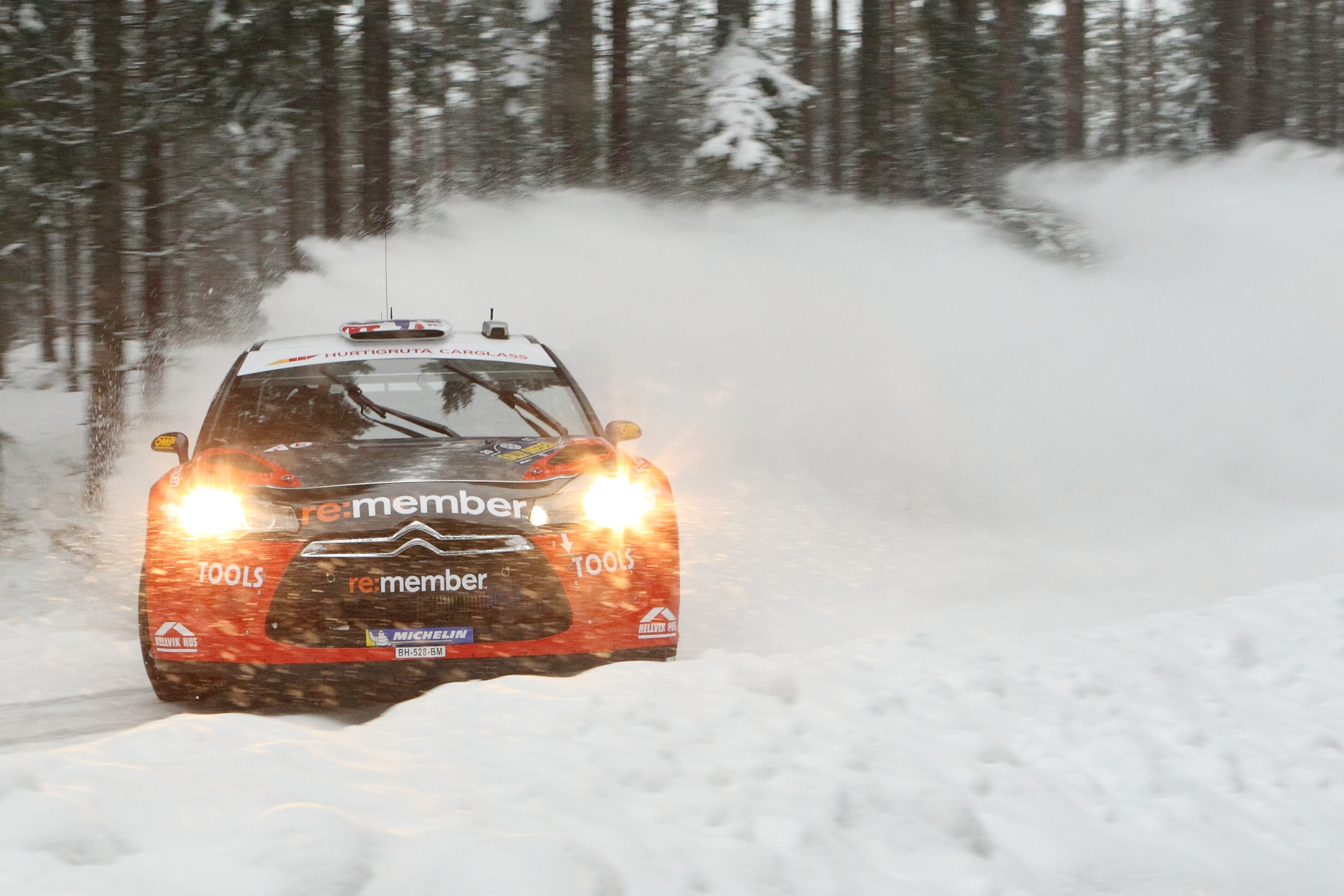
Petter Solberg im Citroën DS3 WRC im Neuschnee der Rallye Schweden 2011

## Hintergrund
Bei dieser nach dem neuen Reglement gestarteten Rallye wurden zum ersten Mal die neuen WRC-Fahrzeuge Citroën DS3 WRC und Ford Fiesta RS WRC eingesetzt. Nach dem neuen Reglement kam es bei dieser Rallye auch zur ersten Austragung einer Power-Stage, bei welcher die drei schnellsten Fahrer Bonuspunkte für die Fahrer-Weltmeisterschaft erzielten. Die Rallye wurde vom 10. bis 13. Februar 2011 in den Provinzen Värmlands län und Dalarnas län im westlichen Schweden durchgeführt. Zu dieser Veranstaltung gehörte auch der erste von sieben Läufen der Production World Rally Championship (PWRC) 2011. Das Fahrerlager war in Karlstad eingerichtet, wo auch gestartet wurde. Die Wertungsprüfungen bestanden großteils aus vereisten, mit Schnee bedeckten, schottrigen Waldwegen. Zweiundzwanzig Wertungsprüfungen mit einer Länge von insgesamt 350,08 Kilometern wurden planmäßig durchgeführt. In der Nacht und bis zum Nachmittag des 11. Februar schneite es mehrere Stunden ohne Unterbrechung. Der amtierende Weltmeister Sébastien Loeb, welcher mit der Startnummer 1 als erster die ungeräumten Wertungsprüfungen befuhr, musste für die nachfolgenden Fahrzeuge eine Ideallinie durch den Schnee ziehen und verlor dadurch Zeit auf die Konkurrenz. Die zweite und dritte Wertungsprüfungen der Rallye wurde bei Temperaturen um −20 °C und bei klarem Himmel und ohne weitere Niederschläge durchgeführt.

## Berichte

### 1. Tag (Donnerstag, 10. Februar)
Die erste Wertungsprüfung der Saison 2011 gewann Per-Gunnar Andersson.

### 2. Tag (Freitag, 11. Februar)
Nach starken Schneefällen lag Mads Østberg (Ford) vor Mikko Hirvonen (Ford) und Petter Solberg (Citroën) in Führung. Sébastien Loeb (Citroën) hatte es schwer im Neuschnee, da er jeweils als erster auf die rutschige Straße musste. Loeb lag nach dem ersten Tag auf Rang neun mit einem Rückstand von über 2.48 Minuten.

### 3. Tag (Samstag, 12. Februar)
Mikko Hirvonen übernahm nach der zehnten Wertungsprüfung die Führung im Gesamtklassement. Um den Sieg in der Rallye Schweden war ein Fünfkampf mit den Piloten Mads Østberg, Petter Solberg, Jari-Matti Latvala und Sébastien Ogier im Gange. Die ersten Fünf lagen nach dem dritten Tag innerhalb von knapp 15 Sekunden. Sébastien Loeb arbeitete sich auf den sechsten Rang vor, er hatte einen Rückstand von über 1.40 Minuten.

### 4. Tag (Sonntag, 13. Februar)
Vor der letzten Wertungsprüfung lagen die Führenden Hirvonen und Østberg 4,9 Sekunden auseinander. Am Ende rettete Hirvonen 6,5 Sekunden ins Ziel. Ford konnte mit Hirvonen, Østberg und Latvala einen Dreifach-Sieg feiern. Bester Citroën-Pilot wurde Ogier auf Rang vier, Teamkollege Loeb wurde sechster. Kimi Räikkönen (Citroën) fuhr auf den achten Rang und gewann vier Weltmeisterschaftspunkte.

## Klassifikationen

### Endresultat
| Rang   | Fahrer               | Beifahrer              | Auto                     | Zeit      | Rückstand | Punkte + Power-Stage |
| WRC    | WRC                  | WRC                    | WRC                      | WRC       | WRC       | WRC                  |
| ------ | -------------------- | ---------------------- | ------------------------ | --------- | --------- | -------------------- |
| 1      | Mikko Hirvonen       | Jarmo Lehtinen         | Ford Fiesta RS WRC       | 3:23:56.6 | 00:00.0   | 25                   |
| 2      | Mads Østberg         | Jonas Andersson        | Ford Fiesta RS WRC       | 3:24:03.1 | 00:06.5   | 18                   |
| 3      | Jari-Matti Latvala   | Miikka Anttila         | Ford Fiesta RS WRC       | 3:24:30.6 | 00:34.0   | 15 + 1               |
| 4      | Sébastien Ogier      | Julien Ingrassia       | Citroën DS3 WRC          | 3:24:44.3 | 00:47.7   | 12 + 3               |
| 5      | Petter Solberg       | Chris Patterson        | Citroën DS3 WRC          | 3:25:27.8 | 01:31.2   | 10                   |
| 6      | Sébastien Loeb       | Daniel Elena           | Citroën DS3 WRC          | 3:26:26   | 02:30.3   | 8 + 2                |
| 7      | Per-Gunnar Andersson | Emil Axelsson          | Ford Fiesta RS WRC       | 3:30:18.6 | 06:22.0   | 6                    |
| 8      | Kimi Räikkönen       | Kaj Lindström          | Citroën DS3 WRC          | 3:30:58.9 | 07:02.3   | 4                    |
| 9      | Matthew Wilson       | Scott Martin           | Ford Fiesta RS WRC       | 3:34:08.1 | 10:11.5   | 2                    |
| 10     | Khalid Al Qassimi    | Michael Orr            | Ford Fiesta RS WRC       | 3:34:27.7 | 10:31.1   | 1                    |
| PWRC   |                      |                        |                          |           |           |                      |
| 1 (16) | Martin Semerád       | Michal Ernst           | Mitsubishi Lancer Evo IX | 3:46:59.8 | 00:00.0   | 25                   |
| 2 (19) | Yuriy Protasov       | Adrian Aftanaziv       | Mitsubishi Lancer Evo X  | 3:52:17.1 | 05:17.3   | 18                   |
| 3 (21) | Nicolás Fuchs        | Rubén Francisco García | Mitsubishi Lancer Evo IX | 3:53:43.9 | 06:44.1   | 15                   |
| 4 (22) | Valeriy Gorban       | Evgeniy Leonov         | Mitsubishi Lancer Evo IX | 3:53:49.3 | 06:49.5   | 12                   |
| 5 (28) | Gianluca Linari      | Paolo Gregoriani       | Subaru Impreza WRX STI   | 4:14:45.3 | 27:45.5   | 10                   |
| 6 (31) | Dmitry Tagirov       | Anna Zavershinskaya    | Subaru Impreza WRX STI   | 4:21:53.4 | 34:53.6   | 8                    |
| 7 (32) | Oleksandr Saliuk     | Pavel Cherepin         | Mitsubishi Lancer Evo IX | 4:22:52.5 | 35:52.7   | 6                    |
| 8 (33) | Majed Al Shamsi      | Khalid Al Kedi         | Subaru Impreza WRX STI   | 4:29:52.6 | 42:52.8   | 4                    |

### Wertungsprüfungen
| Tag                    | WP                                   | Name                                 | Länge                                | Start                                | Gewinner                             | Beifahrer                            | Auto                                 | Zeit                                 | Ø km/h                               | Leader               |
| ---------------------- | ------------------------------------ | ------------------------------------ | ------------------------------------ | ------------------------------------ | ------------------------------------ | ------------------------------------ | ------------------------------------ | ------------------------------------ | ------------------------------------ | -------------------- |
| Tag 1–2 (10.–11. Feb.) | WP1                                  | Karlstad 1                           | 1,90 km                              | 20:04                                | Per-Gunnar Andersson                 | Emil Axelsson                        | Ford Fiesta RS WRC                   | 01:39.7                              | 68,61                                | Per-Gunnar Andersson |
| Tag 1–2 (10.–11. Feb.) | Service Hagfors, 07:10 Uhr (15 Min.) |                                      |                                      |                                      |                                      |                                      |                                      |                                      |                                      | Per-Gunnar Andersson |
| Tag 1–2 (10.–11. Feb.) | WP2                                  | Vargåsen 1                           | 24,63 km                             | 07:58                                | Mads Østberg                         | Jonas Andersson                      | Ford Fiesta RS WRC                   | 14:41.9                              | 100,54                               | Mads Østberg         |
| Tag 1–2 (10.–11. Feb.) | WP3                                  | Likenäs 1                            | 20,78 km                             | 09:39                                | Per-Gunnar Andersson                 | Emil Axelsson                        | Ford Fiesta RS WRC                   | 12:10.1                              | 102,46                               | Mads Østberg         |
| Tag 1–2 (10.–11. Feb.) | WP4                                  | Løvhaugen 1                          | 19,26 km                             | 10:55                                | Mads Østberg                         | Jonas Andersson                      | Ford Fiesta RS WRC                   | 11:36.5                              | 99,55                                | Mads Østberg         |
| Tag 1–2 (10.–11. Feb.) | Service Hagfors, 13:07 Uhr (30 Min.) |                                      |                                      |                                      |                                      |                                      |                                      |                                      |                                      | Mads Østberg         |
| Tag 1–2 (10.–11. Feb.) | WP5                                  | Vargåsen 2                           | 24,63 km                             | 14:13                                | Per-Gunnar Andersson Mads Østberg    | Emil Axelsson Jonas Andersson        | Ford Fiesta RS WRC                   | 14:05.0                              | 104,93                               | Mads Østberg         |
| Tag 1–2 (10.–11. Feb.) | WP6                                  | Likenäs 2                            | 20,78 km                             | 15:54                                | Sébastien Ogier                      | Julien Ingrassia                     | Citroën DS3 WRC                      | 11:39.5                              | 106,94                               | Mads Østberg         |
| Tag 1–2 (10.–11. Feb.) | WP7                                  | Løvhaugen 2                          | 19,26 km                             | 17:10                                | Jari-Matti Latvala                   | Miikka Anttila                       | Ford Fiesta RS WRC                   | 10:49.7                              | 106,72                               | Mads Østberg         |
| Tag 1–2 (10.–11. Feb.) | Service Hagfors, 18:57 Uhr (45 Min.) |                                      |                                      |                                      |                                      |                                      |                                      |                                      |                                      | Mads Østberg         |
| Tag 2 (12. Feb.)       | Service Hagfors, 06:45 Uhr (15 Min.) | Service Hagfors, 06:45 Uhr (15 Min.) | Service Hagfors, 06:45 Uhr (15 Min.) | Service Hagfors, 06:45 Uhr (15 Min.) | Service Hagfors, 06:45 Uhr (15 Min.) | Service Hagfors, 06:45 Uhr (15 Min.) | Service Hagfors, 06:45 Uhr (15 Min.) | Service Hagfors, 06:45 Uhr (15 Min.) | Service Hagfors, 06:45 Uhr (15 Min.) | Mads Østberg         |
| Tag 2 (12. Feb.)       | WP8                                  | Lesjöfors 1                          | 15,00 km                             | 08:00                                | Sébastien Loeb                       | Daniel Elena                         | Citroën DS3 WRC                      | 09:38.4                              | 93,36                                | Mads Østberg         |
| Tag 2 (12. Feb.)       | WP9                                  | Sågen 1                              | 14,23 km                             | 09:01                                | Petter Solberg                       | Chris Patterson                      | Citroën DS3 WRC                      | 07:44.0                              | 110,41                               | Mads Østberg         |
| Tag 2 (12. Feb.)       | WP10                                 | Fredriksberg 1                       | 18,15 km                             | 10:06                                | Per-Gunnar Andersson                 | Emil Axelsson                        | Ford Fiesta RS WRC                   | 10:55.8                              | 99,63                                | Mads Østberg         |
| Tag 2 (12. Feb.)       | WP11                                 | Värmullsåsen 1                       | 15,42 km                             | 11:08                                | Petter Solberg                       | Chris Patterson                      | Citroën DS3 WRC                      | 08:40.2                              | 107,40                               | Mikko Hirvonen       |
| Tag 2 (12. Feb.)       | Service Hagfors, 11:43 Uhr (30 Min.) |                                      |                                      |                                      |                                      |                                      |                                      |                                      |                                      | Mikko Hirvonen       |
| Tag 2 (12. Feb.)       | WP12                                 | Lesjöfors 2                          | 15,00 km                             | 13:26                                | Sébastien Loeb                       | Daniel Elena                         | Citroën DS3 WRC                      | 09:35.3                              | 93,86                                | Mikko Hirvonen       |
| Tag 2 (12. Feb.)       | WP13                                 | Sågen 2                              | 14,23 km                             | 14:27                                | Sébastien Loeb                       | Daniel Elena                         | Citroën DS3 WRC                      | 07:50.1                              | 108,97                               | Mikko Hirvonen       |
| Tag 2 (12. Feb.)       | WP14                                 | Fredriksberg 2                       | 18,15 km                             | 15:32                                | Sébastien Ogier                      | Julien Ingrassia                     | Citroën DS3 WRC                      | 11:02.2                              | 98,67                                | Mikko Hirvonen       |
| Tag 2 (12. Feb.)       | WP15                                 | Värmullsåsen 2                       | 15,42 km                             | 16:34                                | Sébastien Loeb                       | Daniel Elena                         | Citroën DS3 WRC                      | 08:45.7                              | 105,60                               | Mikko Hirvonen       |
| Tag 2 (12. Feb.)       | Service Hagfors, 17:09 Uhr (45 Min.) |                                      |                                      |                                      |                                      |                                      |                                      |                                      |                                      | Mikko Hirvonen       |
| Tag 2 (12. Feb.)       | WP16                                 | Karlstad 2                           | 1,90 km                              | 20:00                                | Petter Solberg                       | Chris Patterson                      | Citroën DS3 WRC                      | 01:38.9                              | 69,16                                | Mikko Hirvonen       |
| Tag 3 (13. Feb.)       | Service Hagfors, 06:40 Uhr (15 Min.) | Service Hagfors, 06:40 Uhr (15 Min.) | Service Hagfors, 06:40 Uhr (15 Min.) | Service Hagfors, 06:40 Uhr (15 Min.) | Service Hagfors, 06:40 Uhr (15 Min.) | Service Hagfors, 06:40 Uhr (15 Min.) | Service Hagfors, 06:40 Uhr (15 Min.) | Service Hagfors, 06:40 Uhr (15 Min.) | Service Hagfors, 06:40 Uhr (15 Min.) | Mikko Hirvonen       |
| Tag 3 (13. Feb.)       | WP17                                 | Torntorp 1                           | 19,21 km                             | 07:51                                | Mikko Hirvonen                       | Jarmo Lehtinen                       | Ford Fiesta RS WRC                   | 09:49.2                              | 117,37                               | Mikko Hirvonen       |
| Tag 3 (13. Feb.)       | WP18                                 | Gustavsfors 1                        | 4,16 km                              | 08:43                                | Mikko Hirvonen                       | Jarmo Lehtinen                       | Ford Fiesta RS WRC                   | 02:22.1                              | 105,39                               | Mikko Hirvonen       |
| Tag 3 (13. Feb.)       | WP19                                 | Rämmen 1                             | 22,76 km                             | 09:37                                | Mikko Hirvonen                       | Jarmo Lehtinen                       | Ford Fiesta RS WRC                   | 11:55.3                              | 114,55                               | Mikko Hirvonen       |
| Tag 3 (13. Feb.)       | Service Hagfors, 10:30 Uhr (30 Min.) |                                      |                                      |                                      |                                      |                                      |                                      |                                      |                                      | Mikko Hirvonen       |
| Tag 3 (13. Feb.)       | WP20                                 | Torntorp 2                           | 19,21 km                             | 12:09                                | Jari-Matti Latvala                   | Miikka Anttila                       | Ford Fiesta RS WRC                   | 10:00.0                              | 115,26                               | Mikko Hirvonen       |
| Tag 3 (13. Feb.)       | WP21                                 | Rämmen 2                             | 22,76 km                             | 13:31                                | Jari-Matti Latvala                   | Miikka Anttila                       | Ford Fiesta RS WRC                   | 12:12.9                              | 111,80                               | Mikko Hirvonen       |
| Tag 3 (13. Feb.)       | WP22                                 | Gustavsfors 2 (Power-Stage)          | 4,16 km                              | 15:08                                | Sébastien Ogier                      | Julien Ingrassia                     | Citroën DS3 WRC                      | 02:22.7                              | 104,95                               | Mikko Hirvonen       |
| Tag 3 (13. Feb.)       | Service Hagfors, 15:58 Uhr (10 Min.) |                                      |                                      |                                      |                                      |                                      |                                      |                                      |                                      | Mikko Hirvonen       |

### Gewinner Wertungsprüfungen
| WP            | Anzahl | Fahrer               | Auto               |
| ------------- | ------ | -------------------- | ------------------ |
| 1, 3, 5, 10   | 4      | Per-Gunnar Andersson | Ford Fiesta RS WRC |
| 8, 12, 13, 15 | 4      | Sébastien Loeb       | Citroën DS3 WRC    |
| 17–19         | 3      | Mikko Hirvonen       | Ford Fiesta RS WRC |
| 7, 20, 21     | 3      | Jari-Matti Latvala   | Ford Fiesta RS WRC |
| 6, 14, 22     | 3      | Sébastien Ogier      | Citroën DS3 WRC    |
| 2, 4, 5       | 3      | Mads Østberg         | Ford Fiesta RS WRC |
| 9, 11, 16     | 3      | Petter Solberg       | Citroën DS3 WRC    |

### Fahrer-WM nach der Rallye
| Platz | Fahrer             | Punkte |
| ----- | ------------------ | ------ |
| 1     | Mikko Hirvonen     | 25     |
| 2     | Mads Østberg       | 18     |
| 3     | Jari-Matti Latvala | 16     |
| 4     | Sébastien Ogier    | 15     |
| 5     | Petter Solberg     | 10     |

### Team-Weltmeisterschaft
| Platz | Team           | Punkte |
| ----- | -------------- | ------ |
| 1     | Ford WRT       | 40     |
| 2     | Citroën WRT    | 22     |
| 3     | Stobart WRT    | 18     |
| 4     | Team Abu Dhabi | 6      |